# Can Torroella (Bigues)
Can Torroella és una masia del poble de Bigues, en el terme municipal de Bigues i Riells, a la comarca catalana del Vallès Oriental.
Es troba en el sector de ponent del terme del poble de Bigues, però ja bastant tirant cap a la part central. És a l'esquerra del torrent de Can Canals i a la dreta del de Can Bori, al peu del Camí de Can Canals. És al nord de Can Feliuà i del Coll Ventós, al nord-oest de Can Bori i al sud-oest de Can Canals.
Està inclosa en el Catàleg de masies i cases rurals de Bigues i Riells.